# Zhidou

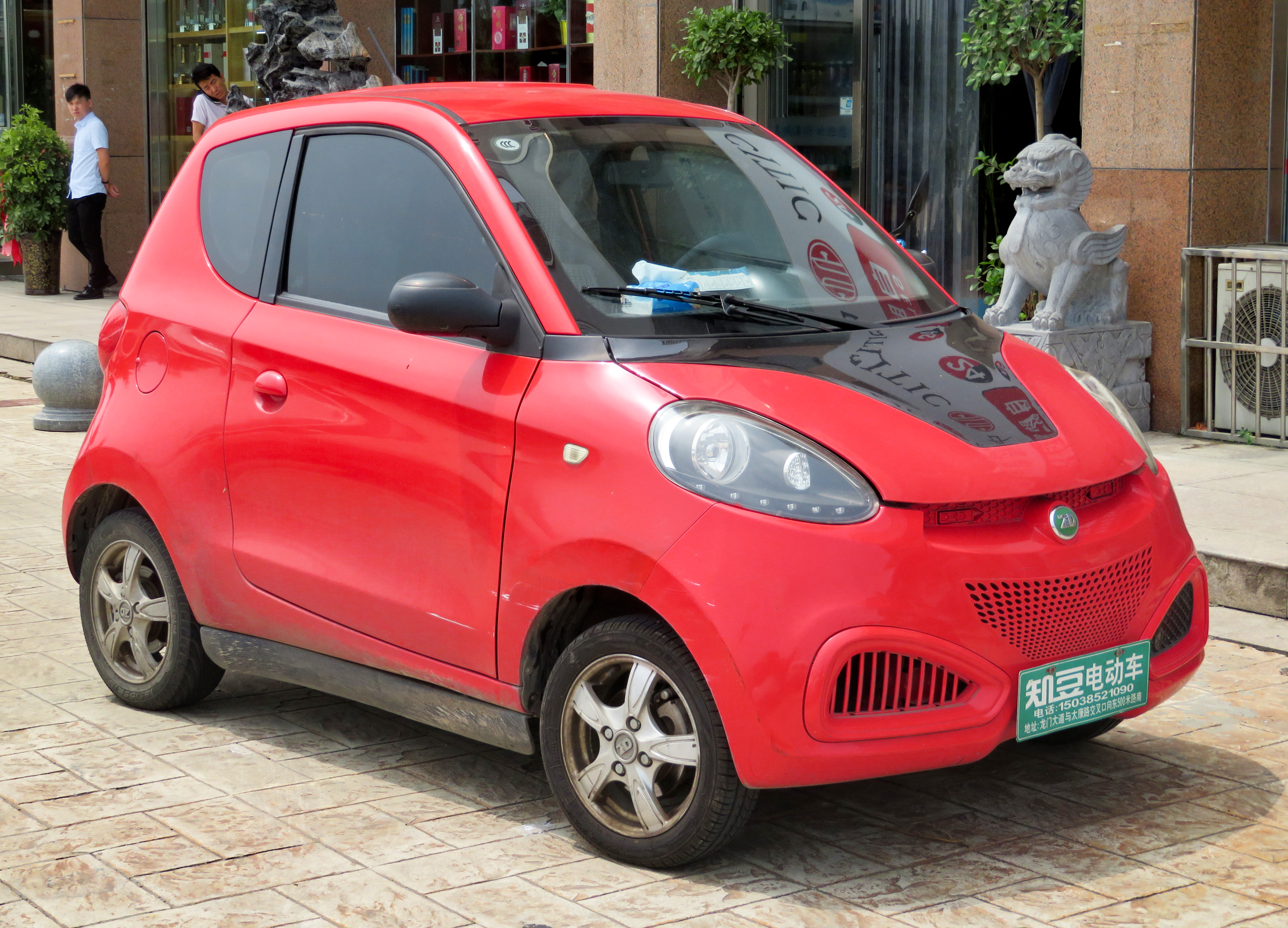
Zhidou D1

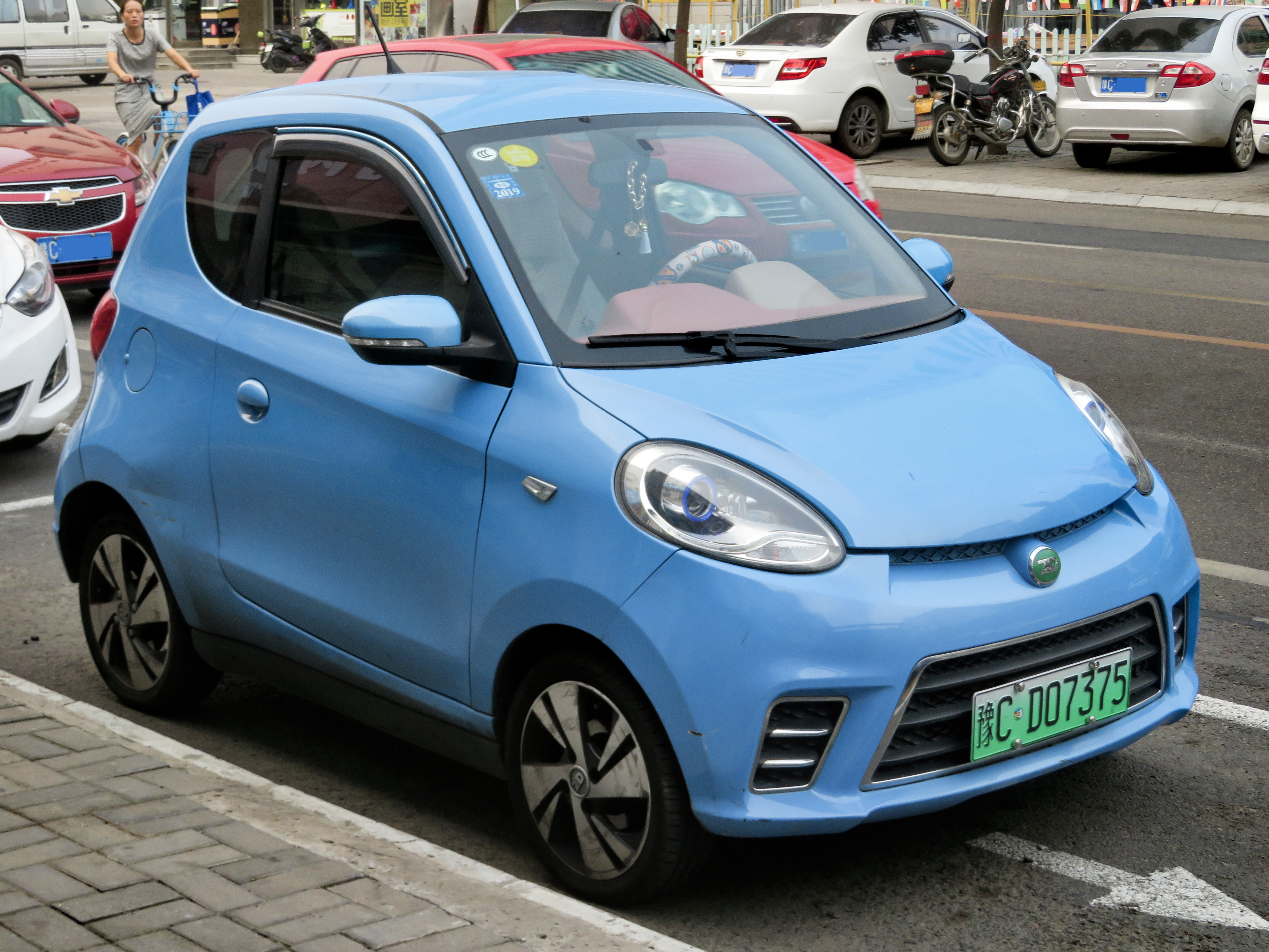
Zhidou D2

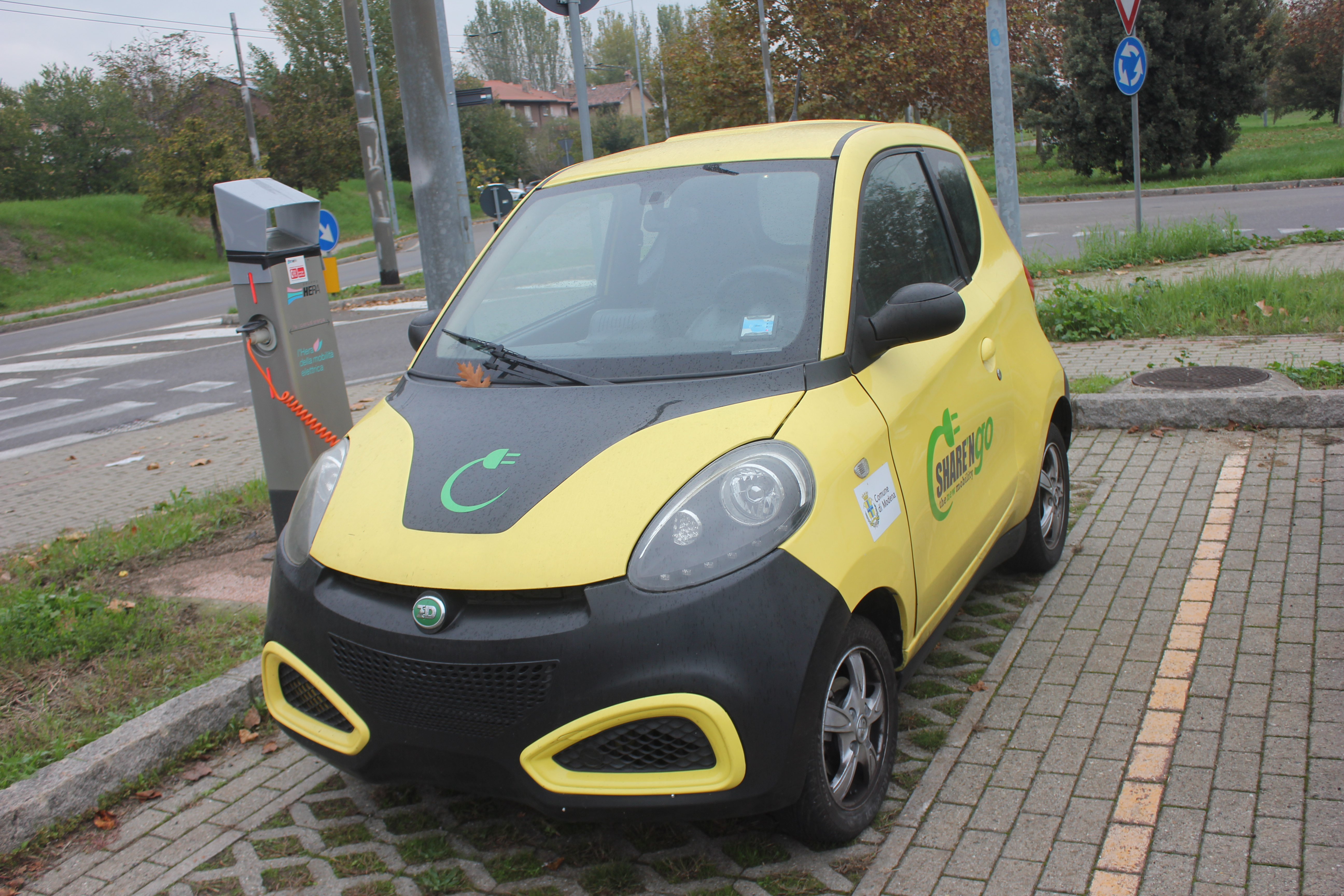
Zhidou D1 we włoskim carsharingu

Zhidou (chiń. upr. 知豆) – chiński producent elektrycznych mikrosamochodów, z siedzibą w Nankinie, działający w latach 2015–2019 oraz ponownie od 2023 roku.

## Historia
W czerwcu 2015 roku chiński koncern Geely poszerzył portfolio należących do niego marek samochodów o nową filię Zhidou. Powstała ona w wyniku kooperacji między motoryzacyjnym konglomeratem, a rodzimymi przedsiębiorstwami XDY Machinery, Electronics Group i GSR Ventures w ramach spółki typu joint-venture o oficjalnej nazwie Zhidou Electric Vehicle Co., Ltd. Jeszcze w roku powstania doszło do premiery mikrosamochodu Zhidou D1 o napędzie elektrycznym. Pojazd powstał w kooperacji między Geely a chińskim przedsiębiorstwem Zotye Auto, które pierwotnie opracowało go jako prototyp w 2014 roku. Równolegle z premierą Zhidou D1, producent poszerzył ofertę o zmodernizowaną i lepiej wyposażoną odmianę D2. Pod koniec 2017 roku oferta modelowa Zhidou została poszerzona o nowy model D3 pełniący funkcję bardziej komfortowej alternatywy dla tańszego D2.

### Zhidou w Europie
Pierwszym znakiem obecności Zhidou w Europie było wprowadzenie za pośrednictwem firmy carsharingowej Share 'N Go floty mikrosamochodów D1 do Mediolanu we Włoszech. Z kolei 3 lata później, w 2018 roku, Zhidou rozpoczęło ekspancję na rynki Europy Zachodniej i Środkowej, inicjując w lipcu tego roku sprzedaż zmodyfikowanego na potrzeby tego regionu wariantu D2S.  W listopadzie 2018 roku za pośrednictwem spółki Electric Vehicles Poland sprzedaż Zhidou D2S rozpoczęła się także na rynku polskim. W lutym 2019 roku mikrosamochód pojawił się we flocie polskiej firmy carsharingowej Traficar na okres próbny w Warszawie, który zakończył się w październiku tego samego roku. Firma nie zdecydowała się wprowadzać na stałe tych pojazdów do oferty.

### Bankructwo i powrót
W 2019 roku Zhidou ogłosiło bankructwo i wstrzymało produkcję wszystkich dotychczas wytwarzanych pojazdów. Firma zniknęła z rynku na kolejne 4 lata, by w maju 2023 roku Geely wraz z nowym gronem współinwestorów przywróciło na rynek markę Zhidou poprzez nowe przedsiębiorstwo Nanjing Zhidou New Energy Automobile. Tym razem za siedzibę obrano miasto w innym regionie Chin, Nankin. Głównym udziałowcem ostało lokalne przedsiębiorstwo Hangzhou Jicheng Enterprise Management Consulting, a poza Geely ponadto także założyciel poprzedniej firmy stojącej za marką Zhidou. W marcu 2024 firma oficjalnie potwierdziła powrót na rynek przy pomocy nowego elektrycznego mikrosamochodu, Zhidou Rainbow, kiedy ujawniono też, że inicjatorem powrotu firmy na rynek, razem z innymi upadłymi przedsięwzięciami Aiways i Haima, był rząd Chińskiej Republiki Ludowej chcący stymulować wzrost gospodarki.

## Modele samochodów

### Obecnie produkowane
- Rainbow

### Historyczne
- D1 (2014–2019)
- D2 (2016–2019)
- D3 (2017–2019)
- D2S (2015–2019)